# الاستجابة للتدخل
في التعليم، يشير مصطلح الاستجابة للتدخل (تعرف اختصارًا باسم RTI أو RtI) إلى طريقة للتدخل الأكاديمي تستخدم في الولايات المتحدة الأمريكية لتوفير مساعدة نظامية مبكرة للأطفال الذين يعانون من صعوبات في التعلم. وتسعى الاستجابة للتدخل إلى منع حدوث إخفاق أكاديمي من خلال التدخل المبكر والقياس المستمر للتقدم وزيادة البحث المكثف القائم على التدخلات التعليمية للطلاب الذين لا يزال لديهم صعوبات. ويعتقد البعض أن الطلاب الذين لا يستجيبون للتدخلات الفعالة من المرجح أن يكون لديهم (أو من المرجح بشكل أكبر من الطلاب المستجيبين) صعوبات تعلم أساسها بيولوجي.
وفي ضوء تحديد صعوبات التعلم وضعت طريقة الاستجابة للتدخل كبديل لـ«نموذج التباين» الخاص بالقدرة على الإنجاز والذي يتطلب من الأطفال عرض التباين بين قدراتهم (يقاس في الغالب عن طريق اختبارات معدل الذكاء) والإنجاز الأكاديمي (كما يقاس عن طريق درجاتهم والاختبار المعياري). ويدعي مؤيدو الاستجابة للتدخل أن هذه العملية تزيد من وضوح فئة صعوبة التعلم المحددة (SLD) في قانون تعليم الأفراد المعاقين (IDEA 2004), بينما ادعى المعارضون أن الاستجابة للتدخل تختص بالطلاب ذوي الإنجاز الضعيف وليس ذوي صعوبات التعلم.

## الوصف
تعتبر الاستجابة للتدخل إطارًا تعليميًا عامًا يتضمن تعليمًا وتدخلات قائمة على البحث والمراقبة المنتظمة لتقدم الطلاب والاستخدام المتتابع لهذه البيانات بمرور الوقت عند اتخاذ القرارات التربوية. ويعتبر تطبيق التدخلات القائمة على أساس علمي هو مفتاح عملية الاستجابة للتدخل والتي ثبت فعاليتها في التجارب العشوائية. وتهدف عملية الاستجابة للتدخل إلى تطبيق المساءلة على البرنامج التعليمي بالتركيز على البرامج الفعالة وليس التي تبدو أنها جيدة أو تشعر أنها جيدة.
وتتبع عملية الاستجابة للتدخل عددًا من الافتراضات الأساسية:
1. يمكن للنظام التربوي تقديم تعليم فعال للأطفال
2. يعتبر التدخل المبكر حاسمًا لمنع خروج المشكلات عن السيطرة
3. من الضروري تنفيذ نموذج تقديم خدمات متعدد المستويات
4. يجب استخدام نموذج حل مشكلات لاتخاذ القرارات بين الفئات
5. يجب تنفيذ التدخلات القائمة على البحث بأقصى حد ممكن
6. يجب تنفيذ مراقبة التقدم لإعطاء تعليمات
7. يجب استخدام البيانات عند اتخاذ القرارات

تُعَرَّف صعوبات التعلم على أنها اضطراب عصبي يؤثر على قدرة المخ على استقبال ومعالجة وتخزين المعلومات والاستجابة لها. وهي مجموعة من الاضطرابات التي يمكن أن تؤثر على العديد من مناطق التعلم بما في ذلك مناطق القراءة والكتابة والتهجي والرياضيات والاستماع والنطق.
وتختلف الاستجابة للتدخل، في أثناء عملية تحديد صعوبات التعلم، عن منهج «التباين بين القدرة والإنجاز» في أن القرارات تستند إلى نتائج التدخلات المستهدفة وليس إلى التباينات الرياضية بين الدرجات التي تم إنجازها في التقييمات المعيارية.
ينقسم تقديم الخدمة في عملية الاستجابة للتدخل إلى ثلاثة مستويات (فئات) من الدعم وفقًا لكثافة التدخلات مع زيادة كل مستوى. الفئة 1 تركز بشكل خاص في داخل المناهج الدراسية الأساسية مع عملية التعليم والتداخلات التي تستهدف جميع الطلبة. يجب أن يكون لدى 80% إلى 85% تقريبًا من الهيئة الطلابية القدرة على تلبية قواعد مستوى الصف دون مساعدة إضافية تتجاوز المستوى الأول. بالنسبة للطلاب الذين يكون مستواهم دون المتوقع خلال التعليم في الفئة 1 يتم توفير تداخلات تكميلية لهم في الفئة 2, التي عادة ما تتضمن مجموعة تعليمية صغيرة. ولا يزال لدى مجموعة من 3% إلى 6% من الطلاب صعوبات بعد تداخلات الفئة 2؛ سيتلقى هؤلاء الطلاب الفئة 3 من خدمات التدخل وهي مستوى مكثف من التداخلات (فردية في الغالب) ويتم تقديمها في بيئة التعليم العادية. حيث أن الاستجابة للتدخل هي مبادرة للتعليم العادي؛ فإن الفئات الثلاث للخدمات القصد من توفيرها أن تكون تكميلية، وليست استبدالية، للمناهج التعليمية العادية، ومع ذلك هناك من ينظرون إلى الفئة 3 على أنها التربية الخاصة.

### الفحص على نطاق المدرسة بالكامل
يأتي المستوى الأول من البيانات التي تم جمعها من خلال عملية الاستجابة للتدخل من الفحص الكامل للمدرسة. وتقدم تقييمات الفحص عادة لكافة الطلاب داخل مستويات الصف المستهدف وتشمل المواد الأكاديمية الأساسية مثل القراءة والرياضيات. وتهدف غالبية تدابير الفحص إلى أن تكون عملية وفعالة للإدارة وغرضها تحديد الطلاب الذين بحاجة للمزيد من التقييم والتداخلات.
لتقييم أداء الطالب بالنسبة لتدابير الفحص تتم مقارنة الدرجات بمعايير محددة (المعيار المرجعي) أو بقواعد عريضة قواعد (قواعد مرجعية). وعند استخدام معيار محدد يتم إنشاء فئات للدرجات لتقييم الطلاب في مقابل مستوى محدد من الكفاءة (مثال: تحقيق 15 درجة فأكثر)، وفي المقارنة المعيارية يتم مقارنة درجات الطلاب بدرجات مجموعة أكبر (مثال: الدرجات فوق 25 في المئة مقارنة بعينة وطنية من طلاب الصف الثالث).
عادة ما يتم الفحص ثلاث مرات سنويًا (في الخريف والشتاء والربيع) وتساعد البيانات الناتجة عن هذه التقييمات في إرساء العملية التعليمية خلال الفئات الثلاث لعملية الاستجابة للتدخلات. وهذا هام ليس فقط لتحديد الطلاب الذين يعانون من صعوبات، لكن كذلك لتحديد المناطق التي من الممكن تحسينها في التدريس داخل الفصول العامة في حالة وقوع الكثير من الطلاب في مستوى أقل من المتوقع.
ولأنه يمكن لفحص شامل واحد في بداية العام أن يحدد الطلاب الذين بحاجة إلى تدخل وقائي؛ يوصي المركز القومي للبحوث في صعوبات التعلم المدارس بأنها يجب أن توحد خمسة أسابيع من المراقبة الأسبوعية للتقدم لتحديد الطلاب الذين بحاجة إلى تدخل وقائي.[بحاجة لمصدر]

### التدريس
يجب أن يقوم المنهج الدراسي الأساسي داخل الفصل على البحث والاختبار الميداني. وهذا يعني أنه استنادًا للأدلة المأخوذة عن مجموعة أبحاث والتي تشير إلى اشتمال المنهج الدراسي الأساسي على جميع الأساسيات الضرورية لتدريس القراءة بكفاءة ولديه سجل معترف به من الإنجازات. يجب أن يقدم هذا المنهج «مدرسون مؤهلون تأهيلًا عاليًا» وحاصلون على التدريب الكافي لتدريس المنهج المختار وفق المقصود منه أي الإخلاص في التصميم.

### رصد التقدم المحرز ومستويات تقديم الخدمة
رصد التقدم هو مجموعة من إجراءات التقييم من أجل تحديد مدى استفادة الطلاب من التدريس داخل الفصل الدراسي ومراقبة فعالية المناهج.
المنهج القائم على القياس] (CBM) في جمع البيانات حول التدخلات وفعاليتها وتحديد المناسب منها لطالب واحد. وتوجد محاولات باستخدام طرق إضافية حتى «يستجيب» الطلاب للتدخل ويحسنوا من مهاراتهم. ربما يعتبر الطلاب الذين لا يستجيبون أو يستجيبون بمستويات شديدة الانخفاض لديهم صعوبات تعلم لأسباب بيولوجية وليس مجرد صعوبات تعلم.
تعتبر مراقبة التقدم من الممارسات الهامة لتقييم الأداء الأكاديمي للطلاب بانتظام لثلاثة أسباب:
1. لتحديد ما إذا كان الطلاب يحققون استفادة مناسبة من البرنامج التدريسي بما في ذلك المنهج
2. إنشاء برامج أكثر فاعلية للأطفال الذين لا يستفيدون من البرامج الحالية
3. تقييم معدل تحسن الطالب

هناك ثلاث فئات من التدخلات القائمة على أساس علمي (SRBIs) لزيادة شدة اندماج المكونات الأساسية للاستجابة للتدخل والمساعدة في ضمان النمو الأكاديمي وإنجاز الطلاب.
الفئة 1
تنص الفئة الأولى على تلقي جميع الطلاب التعليم الأساسي داخل الفصل المختلف واستخدام إستراتيجيات ومواد القائمة على البحث العلمي. يجب أن يكون التقييم داخل الفصل الدراسي مستمرًا وفعالاً لأنه يحدد بوضوح نقاط القوة والضعف لدى كل متعلم. ويمكن أن تتخذ التدخلات اللازمة في هذا المستوى في إطار الفصل الدراسي للتعليم العام شكل التعليم المختلف أو تنقيح المجموعات الصغيرة أو العلاج الفردي لمفهوم ما.
تستخدم مراقبة التقدم في الفئة 1 تقييمات فحص شاملة حتى تبين نمو الطلاب الأفراد بمرور الوقت لتحديد ما إذا كان الطلاب يحرزون التقدم المتوقع. وفي هذه العملية يتم جمع البيانات ويتم تصنيف الطلاب باستخدام الدرجات القياسية ثم تعيين الأهداف القابلة للقياس من أجل النقطة التالية لجمع البيانات لمن لديهم صعوبات. وبعد ذلك يتبع الفريق عملية حل المشكلة لتحديد التدخلات للطلاب المعرضين للخطر والتي ستعمل من خلال التعليمات للفصل بالكامل. يطبق مدرس الفصل التدخلات والملاحظات لضمان مصداقية التدريس داخل الفصل الدراسي ويقوم فريق حل المشكلات بالمراجعة الدورية لتقدم الطلاب.